# تپه مین مرغزار بهزادآباد
تپه مین مرغزار بهزاد آباد مربوط به مس - سنگی - دوره سلوکیان- دوره ایلخانی است و در شهرستان دورود، بخش سیلاخور، دهستان چالانچولان، ۵۰۰ متری جنوب غربی روستای بهزاد آباد واقع شده و این اثر در تاریخ ۲۳ بهمن ۱۳۸۵ با شمارهٔ ثبت ۱۷۱۹۹ به‌عنوان یکی از آثار ملی ایران به ثبت رسیده است.